# Blair Russel
Blair Russel, född 17 september 1880 i Montreal, död 7 december 1961 i Montreal, var en kanadensisk ishockeyspelare på amatörnivå. Russel spelade som vänsterforward för Montreal Victorias i Canadian Amateur Hockey League, Eastern Canada Amateur Hockey Association och Interprovincial Amateur Hockey Union åren 1899–1910.
I Montreal Victorias spelade Russel ofta i skuggan av sin mer berömde lagkamrat Russell Bowie. 1909, då ECAHA blev en professionell liga, avböjde Russel alla erbjudanden att spela för proffsklubben Montreal Wanderers.
1965 valdes Blair Russel postumt in i Hockey Hall of Fame.

## Meriter
- 1907 – ECAHA First All-Star Team

## Statistik
CAHL = Canadian Amateur Hockey League, ECAHA = Eastern Canada Amateur Hockey Association, IPAHU = Interprovincial Amateur Hockey Union
| 1900         | Montreal Victorias | CAHL         | 7  | 9  | 0 | 9  | 0  | — | — | — | — | — |
| 1901         | Montreal Victorias | CAHL         | 8  | 8  | 0 | 8  | 0  | — | — | — | — | — |
| 1902         | Montreal Victorias | CAHL         | 8  | 9  | 0 | 9  | 3  | – | – | – | – | – |
| 1903         | Montreal Victorias | CAHL         | 8  | 7  | 0 | 7  | 6  | – | – | – | – | – |
|              |                    | Stanley Cup  | –  | –  | – | –  | –  | 2 | 0 | 0 | 0 | 6 |
| 1904         | Montreal Victorias | CAHL         | 8  | 17 | 0 | 17 | 15 | – | – | – | – | – |
| 1905         | Montreal Victorias | CAHL         | 8  | 19 | 0 | 19 | 6  | – | – | – | – | – |
| 1906         | Montreal Victorias | ECAHA        | 4  | 7  | 0 | 7  | 0  | – | – | – | – | – |
| 1907         | Montreal Victorias | ECAHA        | 10 | 25 | 0 | 25 | 6  | – | – | – | – | – |
| 1907–08      | Montreal Victorias | ECAHA        | 6  | 8  | 0 | 8  | 26 | – | – | – | – | – |
| 1908–09      | Montreal Victorias | IPAHU        | 1  | 2  | 0 | 2  | 1  | – | – | – | – | – |
| 1909–10      | Montreal Victorias | IPAHU        | 1  | 2  | 0 | 2  | 2  | — | — | — | — | — |
| CAHL totalt  | CAHL totalt        | CAHL totalt  | 47 | 69 | 0 | 69 | 30 | – | – | – | – | – |
| ECAHA totalt | ECAHA totalt       | ECAHA totalt | 20 | 40 | 0 | 40 | 32 | – | – | – | – | – |
| IPAHU totalt | IPAHU totalt       | IPAHU totalt | 2  | 4  | 0 | 4  | 3  | – | – | – | – | – |

Statistik från hockey-reference.com